# Gary Coulibaly
Gary Coulibaly (Bastia, 30 maart 1986) is een Frans voetballer die bij voorkeur als defensieve middenvelder speelt. Hij tekende in 2017 bij SC Bastia.

## Clubcarrière
Coulibaly werd geboren in Bastia en is afkomstig uit de jeugdopleiding van SC Bastia. Na vier seizoenen in het eerste elftal trok hij in 2008 naar Istres. In 2011 werd hij voor een half miljoen euro verkocht aan AS Monaco. In januari 2014 tekende de defensieve middenvelder bij Laval. In augustus 2014 verliet hij Laval voor AC Ajaccio. In 2015 tekende Coulibaly een contract voor een jaar met optie op een bijkomend seizoen bij Waasland-Beveren. De optie werd echter niet gelicht, en na één seizoen trok Coulibaly naar het Griekse Levadiakos.
In 2017 keerde Coulibaly terug naar SC Bastia, dat door een faillissement inmiddels was teruggezakt naar de Championnat National 3, het vijfde niveau van het Franse voetbal.

## Interlandcarrière
Coulibaly debuteerde in 2009 voor het Corsicaans voetbalelftal, een team van voetballers afkomstig uit Corsica.